# باراك موشيه
باراك موشيه (19 مارس 1991 في إسرائيل - ) هو لاعب كرة قدم إسرائيلي في مركز الوسط. لعب مع بيتار القدس ونادي هبوعيل القدس.

## وصلات خارجية
- باراك موشيه على موقع قاعدة بيانات كرة القدم.إي يو (الإنجليزية)
- باراك موشيه على موقع Soccerway.com (الإنجليزية)
- باراك موشيه على موقع عالم كرة القدم.نت (الإنجليزية)